# دانشگاه ایالتی پلی‌تکنیک کالیفرنیا

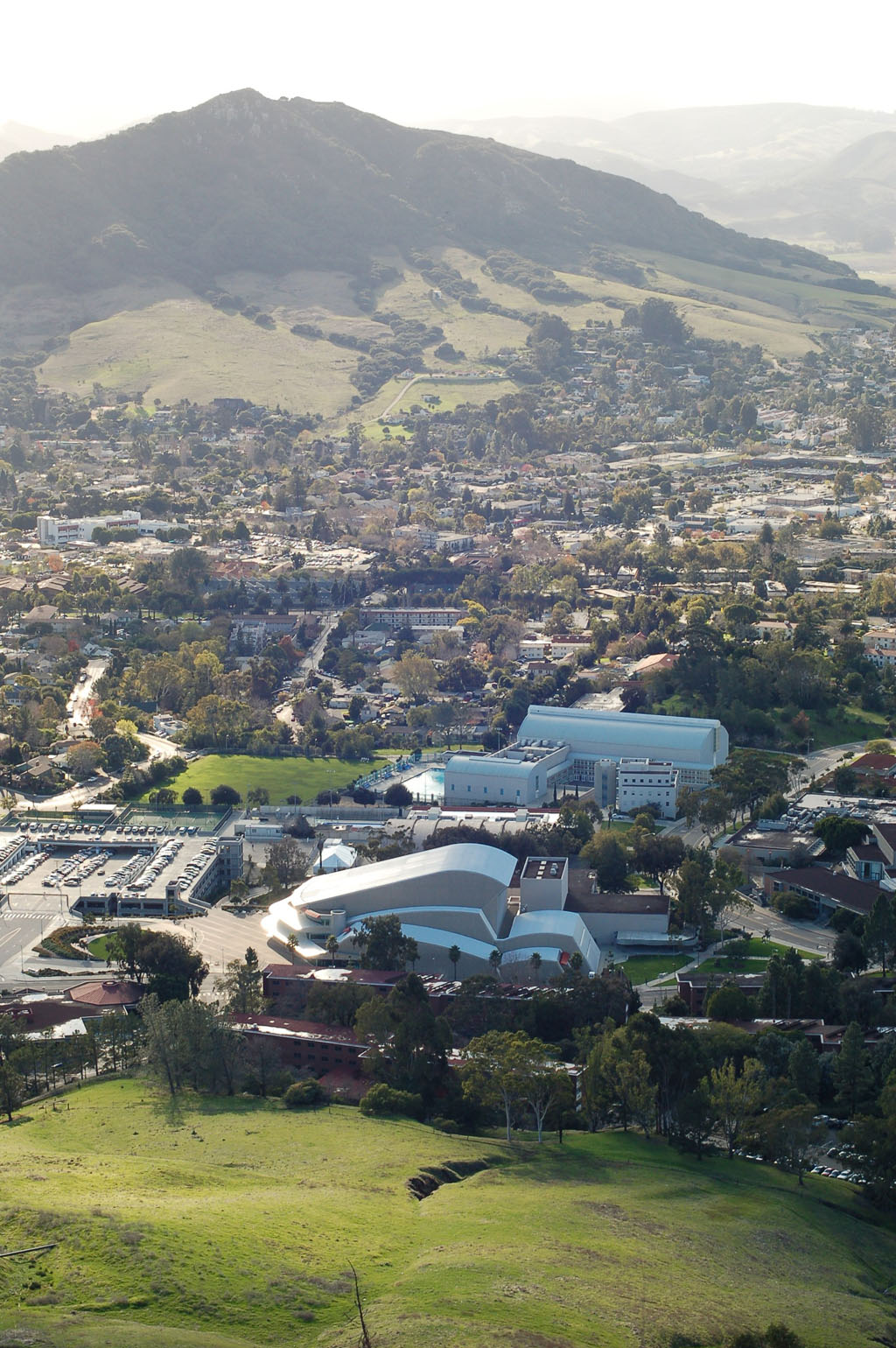
نمائی از جنوب دانشگاه

دانشگاه ایالتی کالیفرنیا در سن لوئی ابیسپو یا دانشگاه پلی‌تکنیک ایالتی کالیفرنیا (به انگلیسی: California Polytechnic State University) مشهور به کل پلی دانشگاه عمومی است که در سان لوئیس اوبیسپو کالیفرنیا واقع شده‌است؛ و دومین دانشگاه از لحاظ وسعت در بین مراکز آموزشی ایالت کالیفرنیا محسوب می‌گردد. مجموعه کاملی از انواع رشته‌های تحصیلی از جمله رشته‌هایی نظیر مهندسی، معماری و کشاورزی در این دانشگاه ارائه می‌گردد.

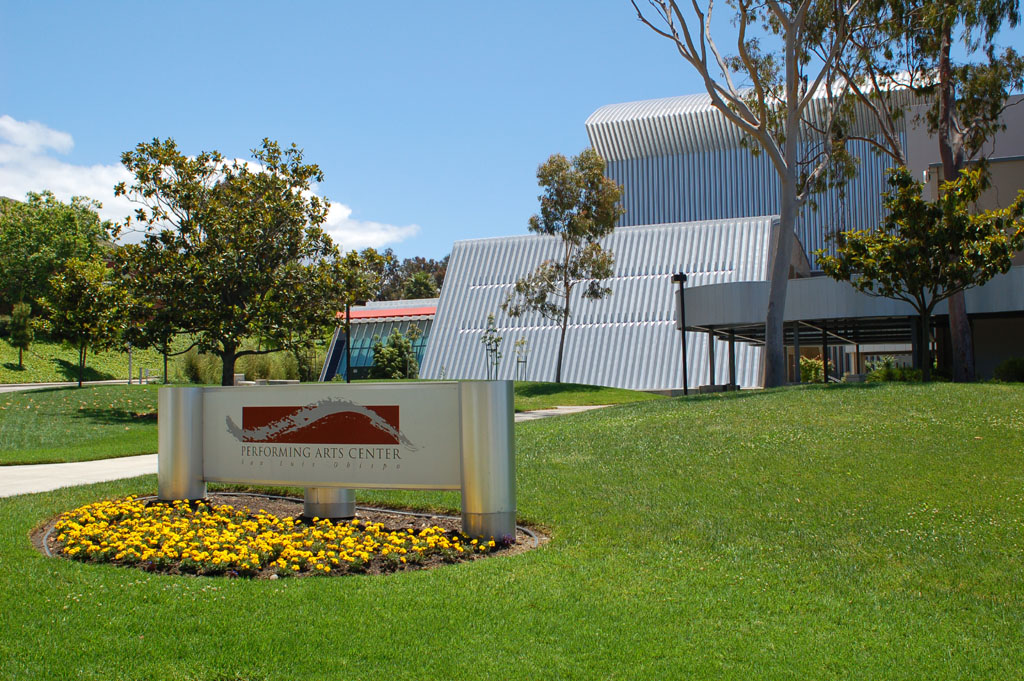
آمفی تئاتر دانشگاه

## دانشکده‌ها
دانشکده‌های این دانشگاه عبارت‌اند از:
- دانشکده علوم کشاورزی، مواد غذایی و محیط زیست
- دانشکده علم و ریاضی
- دانشکده مهندسی
- دانشکده طراحی و معماری
- دانشکده تجارت
- دانشکده علوم انسانی
- مرکز آموزش معلم